# وليم بوغ ليشمان

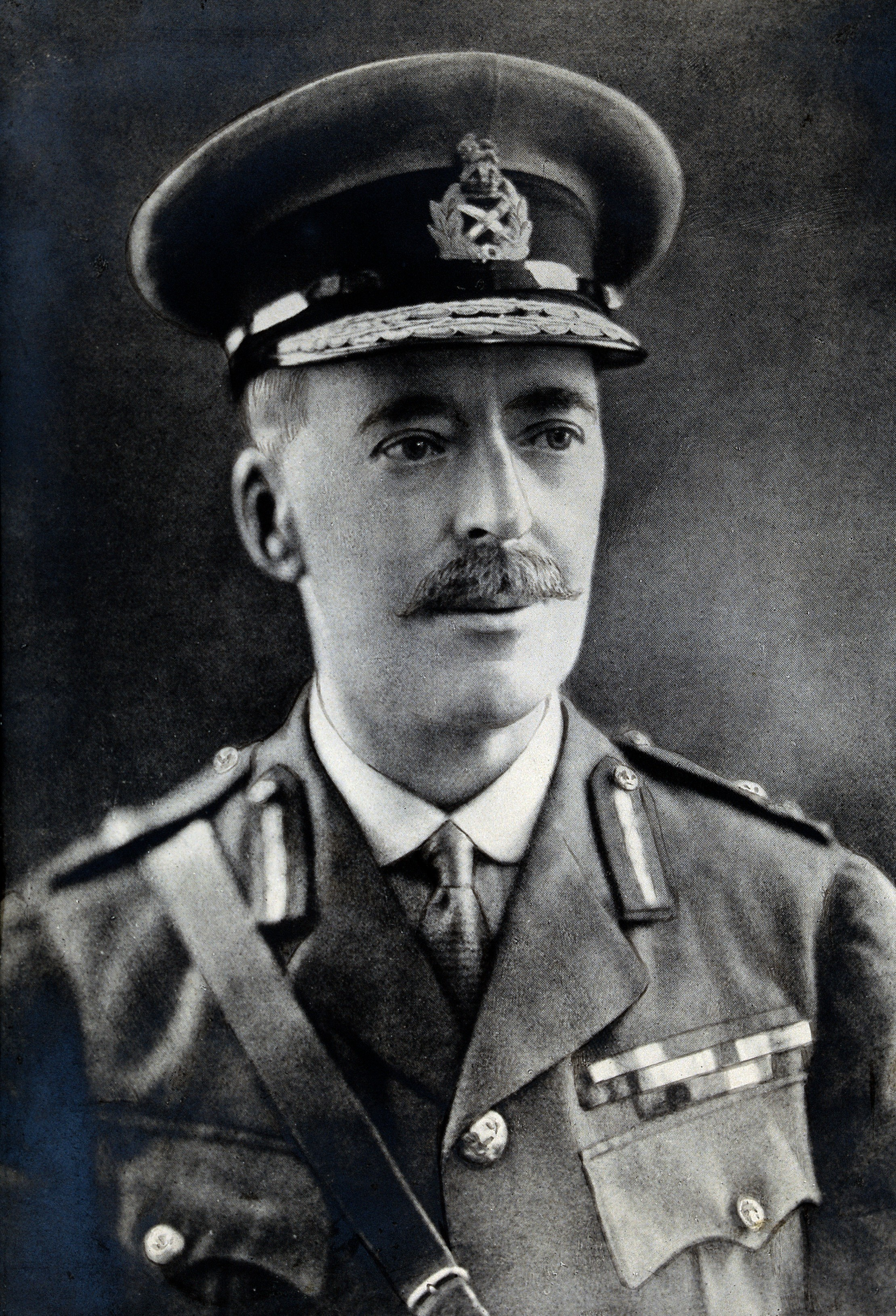
وليم بوغ ليشمان

الجنرال السير وليم بوغ ليشمان (بالإنجليزية: William Boog Leishman)‏ ـ (6 نوفمبر 1865 ـ 2 يونيو 1926) هو عالم أمراض وضابط طبيب اسكتلندي، عمل مديرًا عامًا للخدمات الطبية بالجيش البريطاني بين عامي 1923 و1926.
ولد ليشمان في غلاسكو وتعلم في مدرسة وستمنستر ثم في جامعة غلاسكو، ثم التحق بالفيلق الطبي للجيش الملكي البريطاني، فخدم في الهند، حيث أجرى أبحاثًا حول حمى التيفوئيد والكالا أزار. ولدى عودته إلى المملكة المتحدة، عُين بمستشفى الملكة فكتوريا في نتلي سنة 1897. وفي سنة 1900 عُين أستاذًا مساعدًا لعلم الأمراض بالمدرسة الطبية العسكرية، ووصف طريقة صبغ الدم لاكتشاف طفيل الملاريا وغيره من الطفيليات فيه باستخدام صبغة سميت فيما بعد بصبغة ليشمان، وكانت طريقته هذه تعديلًا لصبغة رومانوفسكي التي كانت معروفة آنذاك، واستخدم فيها ليشمان أزرق الميثيلين واليوزين.
في سنة 1901، ولدى قيام ليشمان بفحص عينات باثولوجية من طحال مريض توفي بداء الكالا أزار (الذي يُعرف اليوم بداء الليشمانيات الحشوي)، لاحظ وجود أجسام بيضوية، فنشر وصفًا لها سنة 1903، كما لاحظ تشارلز دونوفان ـ الذي كان يعمل بالخدمات الطبية الهندية ـ مثل هذه الأجسام في مرضى آخرين أصيبوا بالكالا أزار، فعُرفت هذه الأجسام لاحقًا بأجسام ليشمان-دونوفان، وعُرف لاحقًا أن هذه الأجسام هي الطفيليات التي تسبب الكالا أزار، والتي سميت فيما بعد ليشمانيا دونوفاني.
تولى ليشمان رئاسة الجمعية الملكية لطب المناطق الحارة وحفظ الصحة عامي 1911 و1912، وتوفي في لندن سنة 1926، دُفن بمقبرة هايغيت بها.